# أوسكار إس. بولسون
أوسكار إس. بولسون (بالإنجليزية: Oscar S. Paulson)‏ هو سياسي أمريكي، ولد في 12 ديسمبر 1889. حزبياً، نشط في Wisconsin Progressive Party ‏. وقد انتخب عضو مجلس ولاية ويسكونسن.